# Roberto Chen
Roberto Leandro Chen Rodríguez, plus communément appelé Roberto Chen, est un footballeur international panaméen né le 24 mai 1994 à Panama City. Pouvant évoluer à tous les postes de la défense, il joue actuellement au Tauro FC.

## Carrière
Roberto Chen commence sa carrière avec le club panaméen du San Francisco FC. Lors de l'été 2013, il est transféré au club espagnol de Málaga. L'indemnité de transfert est de 400 000 €.
Roberto Chen est finaliste de la Gold Cup 2013 avec l'équipe du Panama.

## Palmarès
- Finaliste de la Gold Cup 2013 avec l'équipe du Panama